# XG (groupe)
Pour les articles homonymes, voir XG.
XG (acronyme de Xtraordinary Girls) est un girls band japonais basé en Corée du Sud. Le groupe est formé par XGALX, un label d'Avex, et est composé de sept membres : Jurin, Chisa, Hinata, Juria, Cocona, Maya et Harvey. Elles font leurs débuts le 18 mars 2022, avec la sortie du single numérique Tippy Toes.

## Nom
Le nom du groupe XG est un acronyme de Xtraordinary Girls. Le terme est utilisé comme un nom ambitieux, le groupe s'efforce d'habiliter les jeunes du monde entier avec leur musique et leurs performances fraîches et inventives,.

## Histoire
Les réseaux sociaux de XG sont lancés le 25 janvier 2022, avec une courte vidéo intitulée Xgalx - The Beginning. La vidéo montrait plusieurs filles en formation pour le projet Xgalx. Cela a été suivi d'une vidéo de performance de danse réalisée par Choi Hyo-jin, de l'émission télévisée coréenne de danse de rue Street Woman Fighter. 
Le 18 mars 2022, XG fait ses débuts avec la sortie de son single numérique entièrement en anglais Tippy Toes. Le 29 juin, elles ont sorti leur deuxième single entièrement en anglais intitulé Mascara, suivi de leur première apparition télévisée sur l'émission sud-coréenne M Countdown de Mnet interprétant le single. Le 17 novembre 2022, XG publie une vidéo de rap intitulée Galz Xypher. La vidéo devient virale sur TikTok via un compte fan du groupe, gagnant 14 millions de vues sur la plateforme.
Le 25 janvier 2023, XG sort son troisième single, Shooting Star avec son clip vidéo et un autre morceau en B-side, Left Right.

## Membres
| Nom de scène | Nom de scène | Nom de scène | Date de naissance | Nationalité             |
| Romanisé     | Japonais     | Coréen       | Date de naissance | Nationalité             |
| ------------ | ------------ | ------------ | ----------------- | ----------------------- |
| Chisa        | チサ         | 치사         | 17 janvier 2002   | Japonaise               |
| Hinata       | ヒナタ       | 히나타       | 11 juin 2002      | Sud-coréano / Japonaise |
| Jurin        | ジュリン     | 주린         | 19 juin 2002      | Japonaise               |
| Harvey       | ハーヴェイ   | 하비         | 18 décembre 2002  | Australo / Japonaise    |
| Juria        | ジュリア     | 주리아       | 28 novembre 2004  | Japonaise               |
| Maya         | マヤ         | 마야         | 10 août 2005      | Japonaise               |
| Cocona       | ココナ       | 코코나       | 6 décembre 2005   | Japonaise               |

## Discographie

### Mini-albums (EP)
| Année | Titre   | Détails                                                                                 | Classements | Classements | Classements | Ventes                                        |
| Année | Titre   | Détails                                                                                 | JAP         | COR         | USA         | Ventes                                        |
| ----- | ------- | --------------------------------------------------------------------------------------- | ----------- | ----------- | ----------- | --------------------------------------------- |
| 2023  | New DNA | - Date de sortie : 27 septembre 2023 - Labels : XGALX (Avex), Stone Music Entertainment | 2           | 8           | —           | - JAP : plus de 38 900 - COR : plus de 34 200 |
| 2024  | Awe     | - Date de sortie : 8 novembre 2024 - Labels : XGALX (Avex), Stone Music Entertainment   | 3           | 15          | 175         | - JAP : plus de 82 100 - COR : plus de 31 700 |

### Singles
| Année                                          | Titre                 | Meilleures positions | Meilleures positions | Meilleures positions | Album      |
| Année                                          | Titre                 | JAP Phy.             | JAP                  | MON Excl. US         | Album      |
| ---------------------------------------------- | --------------------- | -------------------- | -------------------- | -------------------- | ---------- |
| 2022                                           | Tippy Toes            | —                    | —                    | —                    | Hors album |
| 2022                                           | Mascara               | —                    | 14                   | —                    | Hors album |
| 2023                                           | Shooting Star         | —                    | 26                   | 144                  | Hors album |
| 2023                                           | Grl Gvng              | —                    | 94                   | —                    | New DNA    |
| 2023                                           | TGIF                  | —                    | 93                   | —                    | New DNA    |
| 2023                                           | New Dance             | —                    | 18                   | —                    | New DNA    |
| 2023                                           | Puppet Show           | —                    | 63                   | —                    | New DNA    |
| 2023                                           | Winter Without You    | —                    | 58                   | —                    | Hors album |
| 2024                                           | Woke Up               | 5                    | 5                    | 183                  | Hors album |
| 2024                                           | Something Ain't Right | —                    | 20                   | 161                  | Awe        |
| 2024                                           | IYKYK                 | —                    | 13                   | —                    | Awe        |
| 2024                                           | Howling               | —                    | 44                   | —                    | Awe        |
| 2025                                           | Is This Love          | —                    | 24                   | —                    | Awe        |
| "—" indique que le single ne s'est pas classé. |                       |                      |                      |                      |            |

## Tournées
| Année     | Nom                                | Dates | Pays | Réf.   |
| --------- | ---------------------------------- | ----- | --- | ------ |
| 2024–2025 | XG 1st World Tour - The First Howl | 37    | - Asie : Japon, Corée du Sud,Taiwan, Singapour, Philippines, Thailande, Indonésie, Hong Kong, Chine - Amérique du Nord : États-Unis - Europe : Royaume-Uni, Allemagne, France, Belgique, Pays-Bas | [ 26 ] |

## Distinctions
| Remise des prix              | Année | Catégorie                 | Nommé(s) / Œuvre(s) | Résultat | Ref.   |
| ---------------------------- | ----- | ------------------------- | ------------------- | -------- | ------ |
| MTV Video Music Awards Japan | 2022  | Prix de l'étoile montante | XG                  | Lauréat  | [ 27 ] |
| Prêmio Annual K4US           | 2022  | Débuts de l'année         | XG                  | Lauréat  |        |
| MTV Video Music Awards Japan | 2025  | Best Visual Effects       | XG                  | Lauréat  | [ 28 ] |
| MTV Video Music Awards Japan | 2025  | Performance of the Year   | XG                  | Lauréat  | [ 29 ] |